# Peter Chung Soon-taick
Peter Chung Soon-taick O.C.D. (en 정순택 베드로 (); Daegu, 5 de agosto de 1961) es un prelado surcoreano de la Iglesia católica. Desde diciembre de 2021 es el arzobispo de Seúl.

## Biografía

### Vida inicial
Chung nació el 5 de agosto de 1961 en Daegu, Corea del Sur. Después de graduarse del Departamento de Química Industrial de la Facultad de Ingeniería de la Universidad Nacional de Seúl en 1984, se trasladó al Campus Teológico Songsin de la Universidad Católica de Corea, tras lo cual ingresó al noviciado de la Orden de Carmelitas Descalzos en mayo de 1986. El 25 de enero de 1992 emitió los votos perpetuos.

### Sacerdote
Chung fue ordenado sacerdote carmelita el 16 de julio de 1992. Luego obtuvo una maestría en Sagrada Escritura en el Pontificio Instituto Bíblico. De 2005 a 2008 se desempeñó como superior provincial de la Orden de los Carmelitas Descalzos de Corea y vicemaestro del monasterio de Incheon y de 2008 a 2009, fue el primer superior de la Orden de los Carmelitas Descalzos de Corea y sirvió como superior general de la Orden de los Carmelitas Descalzos en Roma para Extremo Oriente y Oceanía de 2009 a 2013.

## Episcopado

### Obispo Auxiliar de Seúl
El 30 de diciembre de 2013, el Papa Francisco lo nombró Obispo titular de Tamazuca y Obispo Auxiliar de la Arquidiócesis de Seúl. 
Fue consagrado con Timothy Yu Gyoung-chon el 5 de febrero de 2014 en el Estadio Changcheon-dong, Seúl, por el cardenal Andrew Yeom Soo-jung, arzobispo de Seúl, asistido por Basil Cho Kyu-man, vicario general de Seúl, y Linus Lee Seong -hyo, obispo auxiliar de Suwon. Eligió como lema episcopal: Deus Pater, Mater Ecclesia, que significa "Dios Padre, Iglesia Madre" (en coreano: 하느님 아버지, 어머니 교회).

### Arzobispo de Seúl
El 28 de octubre de 2021, el Papa Francisco lo nombró V Arzobispo Metropolitano de la Arquidiócesis de Seúl. 
Sucedió al Cardenal Andrew Yeom Soo-jung.
Chung tomó posesión formalmente en la Catedral de Myeongdong el 8 de diciembre de 2021.